# Wolfgang Ambros
Wolfgang Ambros (* 19 mars 1952 à Wolfsgraben, Basse-Autriche) est compositeur autrichien et un des leaders du pop autrichien (Austropop). Avec le titre Da Hofa, il réussit en 1971 son entrée dans le hit-parade autrichien.

## Son œuvre
Les titres les plus connus sont Schifoan (Faire du ski) , Es lebe der Zentralfriedhof (Vive le cimetière central - 1975), Die Blume aus dem Gemeindebau (La fleur du HLM) et Zwickt's mi (Pince-moi - 1975). Le titre Schifoan est même devenu une sorte d'hymne dans les stations alpines et bon nombre d’Autrichiens connaissent les paroles par cœur.
L'album Die No. 1 vom Wienerwald regroupe ses plus grands titres:
| - Gezeichnet fürs Leben - Schaffnerlos - Tagwache - Zwickt's mi - Weiss wie Schnee - Heit dra i mi ham - Wia a Adler - Dei Foto | - Minderwertigkeitskomplex - Du verstehst mi ned - A Mensch möcht i bleiben - Hand in Hand - Es lebe der Zentralfriedhof - Da Hofa - Schifoan |